# Мукин, Владимир
Владимир Мукин (латыш. Vladimirs Mukins; 23 января 1993, Вентспилс, Латвия) — латвийский футболист, полузащитник.

## Биография
Родился 23 января 1993 в городе Вентспилс, Латвия. Профессиональную карьеру начал в футбольном клубе «Транзит», в составе которого дебютировал 14 марта 2009 года в матче чемпионата Латвии против «Динабурга».
В 2011 году, после вылета «Транзита» из Высшей лиги, стал игроком «Вентспилса», где редко выходил на поле. В первой половине 2017 года играл в высшей лиге за «Бабите», однако в ходе сезона клуб был исключён из чемпионата. Затем выступал за дубль «Вентспилса» и клубы низших лиг.

## Достижения
- Чемпион Латвии (1): 2011